# جايسون ويب (لاعب كرة قدم)
جايسون ويب (بالإنجليزية: Jason Webb)‏ هو لاعب كرة قدم أمريكي، ولد في 27 سبتمبر 1975.